# سامانتا آروالو
سامانتا آروالو (انگلیسی: Samantha Arévalo؛ زادهٔ ۳۰ سپتامبر ۱۹۹۴) ورزشکار ورزش شنا اهل اکوادور است.
وی در مسابقات کشوری و بین‌المللی در مجموع برندهٔ ۳ مدال نقره و ۲ مدال برنز شده‌است.